# Caotang, Chongqing
Caotang (kinesiska: 草堂) är en köping i sydvästra Kina. Den ligger i Fengjie härad i storstadsområdet Chongqing, omkring 340 kilometer nordost om det centrala stadsdistriktet Yuzhong. Antalet invånare är 29 647. Befolkningen består av 14 272 kvinnor och 15 375 män. Barn under 15 år utgör 23,0 %, vuxna 15-64 år 66 %, och äldre över 65 år 10,0 %.